# Осинска река
Осинска река води началото си от родопския рид Дъбраш. Тя извира от местността Чарджик, преминава през резервата Конски дол, извива се край село Осина, за да се влее в река Доспат с предишно наименование „Рата“, между селата Црънча и Бръщен. Част от водата на реката се хваща посредством 9 микроизовира и чрез тунел под Дъбраш се отвежда към язовир Доспат.